# 陽嘉
陽嘉（ようか）は、後漢の順帝劉保の治世に行われた2番目の元号。
132年 - 135年。

## 出来事
- 元年3月：永建7年を陽嘉元年と改元。
- 4年：宦官の爵位を養子が世襲することを認める。

## 西暦・干支との対照表
| 陽嘉 | 元年  | 2年   | 3年   | 4年   |
| 西暦 | 132年 | 133年 | 134年 | 135年 |
| 干支 | 壬申  | 癸酉  | 甲戌  | 乙亥  |